# Kinks-Size
Kinks-Size es un álbum de estudio lanzado exclusivamente en Estados Unidos por la banda de rock británica The Kinks en 1965. Las diferencias entre discográficas británicas y estadounidenses a comienzos de los años 1960, sobre todo la tendencia de los estadounidenses de lanzar LP más cortos, con menos material original y la poca popularidad de los EP en Estados Unidos, hacían que las discográficas de este país acumulase material para lanzar LP (véase también The Beatles y The Rolling Stones). Por este motivo, en 1965, además de las versiones estadounidenses de los álbumes de ese año, Reprise lanzó otros dos álbumes completos - Kinks-Size y Kinkdom.
Este fue el álbum más exitoso de The Kinks en los años 1960 (a excepción de Greatest Hits!), llegando al puesto número 13.
El título del disco aprovecha el nombre y las cuatro canciones del EP del Reino Unido Kinksize Session, añadiendo otras dos canciones que sobraban de su álbum debut ("I'm a Lover Not a Fighter" y la instrumental "Revenge") y sus dos reciendtes sencillos ("All Day and All of the Night" y "Tired of Waiting for You") con sus respectivas caras B ("I Gotta Move" y "Come On Now").
Todas estas pistas están actualmente disponibles en la versión extendida en CD de Kinks (álbum) y Kinda Kinks.

## Lista de canciones
- Todas las canciones compuestas por Ray Davies, excepto donde se indique lo contrario.

### Cara A
1. "Tired of Waiting for You"
2. "Louie Louie" (Richard Berry)
3. "I've Got That Feeling"
4. "Revenge"
5. "I Gotta Move"

### Cara B
1. "Things are Getting Better"
2. "I Gotta Go Now"
3. "I'm a Lover Not a Fighter" (Miller)
4. "Come On Now"
5. "All Day and All of the Night"